# Oberstadt
Oberstadt ist eine Gemeinde im Landkreis Hildburghausen im fränkisch geprägten Süden von Thüringen. Sie gehört der Verwaltungsgemeinschaft Feldstein an. Der Verwaltungssitz ist in der Stadt Themar.

## Lage
Oberstadt liegt an der Landesstraße 2633 von Grub nach Marisfeld und am Fuß der Südabdachung des Thüringer Waldes in Richtung Themar. Über die Hälfte der Flur ist bewaldet und ist Teil des Thüringer Waldes. Die andere Hälfte ist aus dem Schweinfurter Klimagebiet günstig beeinflusst. Südlich verläuft die Landesstraße 2628.

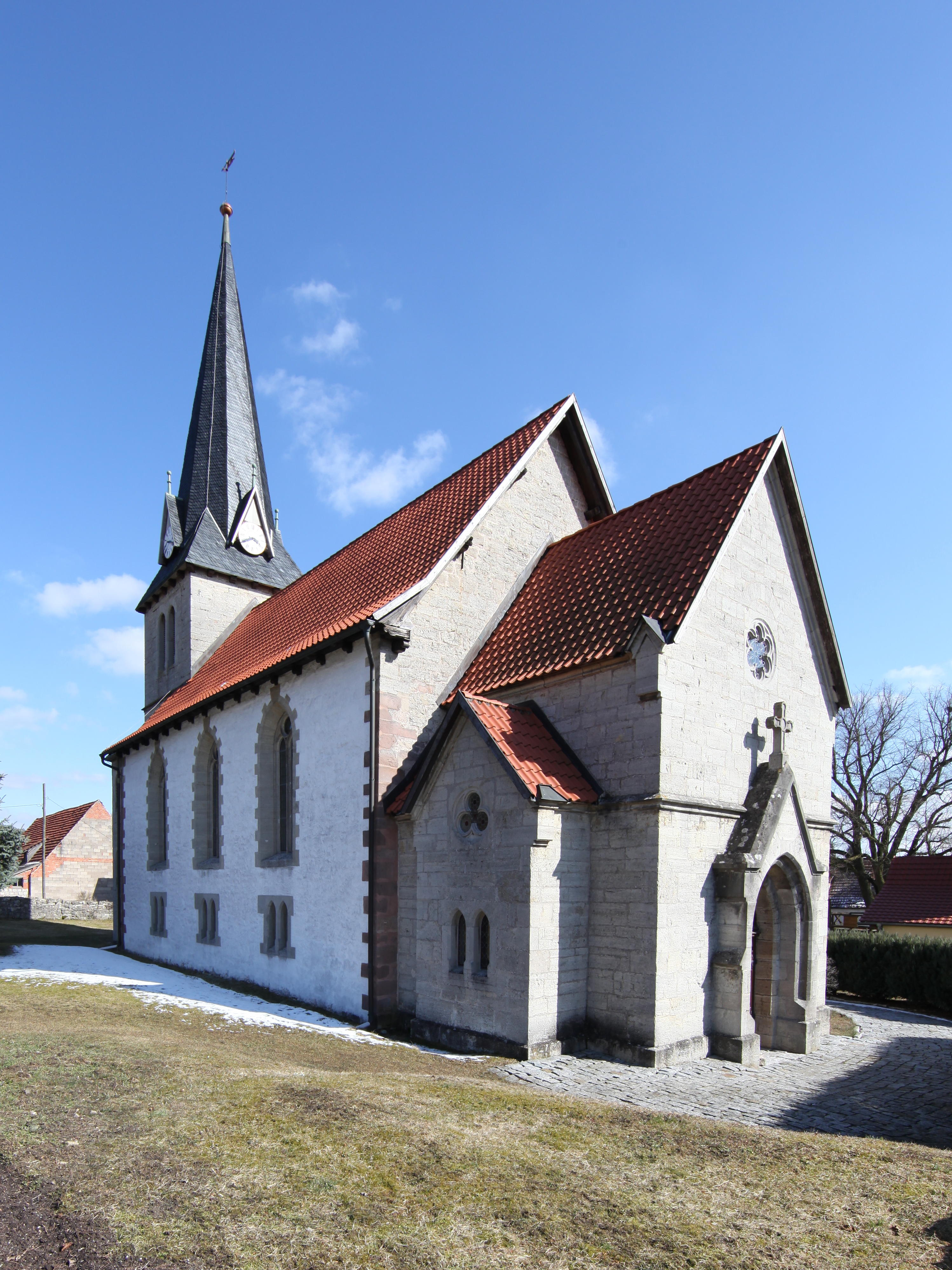
Evangelisch-Lutherische Kirche

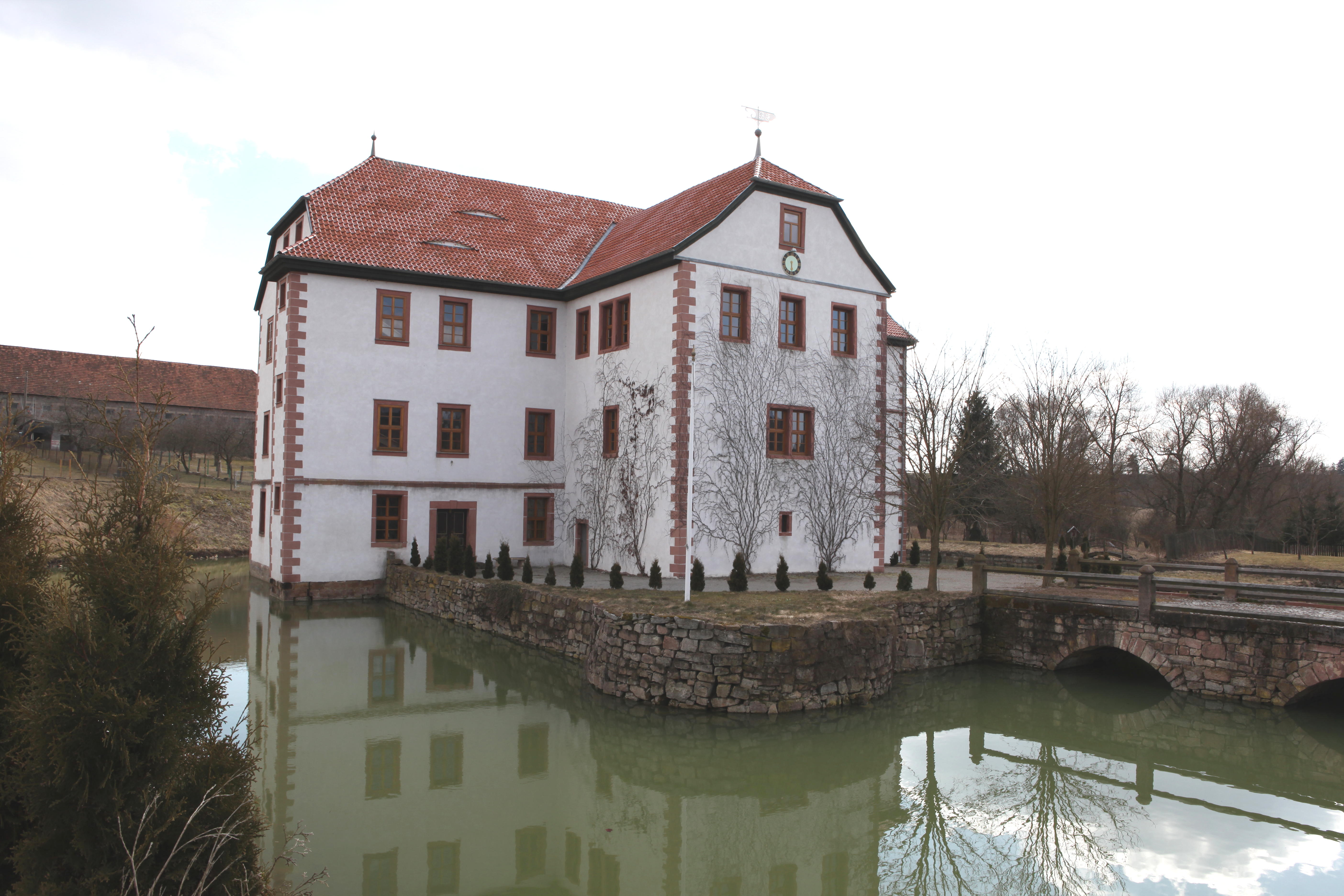
Wasserschloss

## Geschichte
Im Jahr 1317 wurde der Ort erstmals urkundlich erwähnt. Herrschaftsmäßig gehörte der Ort im Amt Themar zunächst zur Grafschaft Henneberg, nach 1583 zu verschiedenen sächsischen Herzogtümern und von 1826 bis 1918 zum Herzogtum Sachsen-Meiningen. 1920 kam er zum Land Thüringen.

## Religion
40 % der Einwohner von Oberstadt sind evangelisch, nur 3 % katholisch. Die lutherische Kirchengemeinde Oberstadt wird vom Pfarramt Marisfeld im Kirchenkreis Hildburghausen-Eisfeld der Evangelischen Kirche in Mitteldeutschland betreut. Für die wenigen Katholiken ist die Pfarrei St. Marien mit Sitz in Meiningen, Bistum Erfurt, zuständig.

## Bauten

### Kirche
Die erste Kirche ist für 1380 belegt. Einen Nachfolgebau gab es 1608. Dieser wurde 1885 durch einen Brand zerstört. Die jetzige, neugotisch gestaltete Kirche wurde 1887 eingeweiht.

### Wasserschloss
Die Wasserburg vergaben die Grafen von Henneberg 1380 als Lehen an die Herren von Kießling. 1397 wurde die Burg als Raubnest zerstört. Die Kemenate ist noch erhalten. 1469 folgten die Marschalk von Ostheim und 1606 der hennebergische Oberaufseher Humpert von Langen. Im 15. und 16. Jahrhundert wurde die Kemenate zur Wasserburg erweitert und um 1607 zum jetzigen Wasserschloss umgestaltet. Johann Georg von Langen ist hier 1699 geboren. 1712 sind die aus Österreich stammenden Spiller von Mitterberg, 1782 die von Seebach und danach die von Bünau als Eigentümer verzeichnet, nach mehrfachen Besitzerwechseln gehörte das Schloss ab 1892 dem Herrn von Eichel auf Marisfeld. Nach 1990 wurde es vom Erwerber Bernd Fleckenstein aufwändig saniert, der es 2015 an Familie Saupe weiterveräußerte.

## Gemeinderat
Der Gemeinderat in Oberstadt besteht aus sechs Ratsmitgliedern:
- Kultur- und Heimatverein: 4 Sitze (52,1 %)
- Freiwillige Feuerwehr: 1 Sitz (27,3 %)
- Bündnis Zukunft Hildburghausen: 1 Sitz (20,6 %)

(Stand: Kommunalwahl am 26. Mai 2024)

## Söhne und Töchter der Gemeinde
- Johann Georg von Langen (* 22. März 1699; † 25. Mai 1776 in Jægersborg bei Kopenhagen), Forst- und Oberjägermeister